# Arshdeep Singh
Arshdeep Singh (sinh 6 tháng 10 năm 1997 ở Chandigarh) là một cầu thủ bóng đá người Ấn Độ thi đấu ở vị trí thủ môn cho Minerva Punjab ở I-League.

## Sự nghiệp
Singh bắt đầu sự nghiệp với AIFF Elite Academy, đá ở nhiều giải khác nhau. Không lâu sau anh gia nhập Minerva Punjab ở I-League 2nd Division.
Ngày 21 tháng 1 năm 2017, Singh ra mắt cho Minerva Punjab trước Shillong Lajong ở I-League. Anh đá chính và thi đấu cả trận và Minerva Punjab thất bại 2–1.

## Thống kê sự nghiệp
Tính đến 30 tháng 1 năm 2017
| Câu lạc bộ          | Mùa giải            | Giải vô địch        | Giải vô địch | Giải vô địch | Cúp Liên đoàn | Cúp Liên đoàn | Cúp Quốc gia | Cúp Quốc gia | Châu lục | Châu lục  | Tổng    | Tổng      |
| Câu lạc bộ          | Mùa giải            | Hạng đấu            | Số trận      | Bàn thắng    | Số trận       | Bàn thắng     | Số trận      | Bàn thắng    | Số trận  | Bàn thắng | Số trận | Bàn thắng |
| ------------------- | ------------------- | ------------------- | ------------ | ------------ | ------------- | ------------- | ------------ | ------------ | -------- | --------- | ------- | --------- |
| Minerva Punjab      | 2016–17             | I-League            | 1            | 0            | —             | —             | 0            | 0            | —        | —         | 1       | 0         |
| Tổng cộng sự nghiệp | Tổng cộng sự nghiệp | Tổng cộng sự nghiệp | 1            | 0            | 0             | 0             | 0            | 0            | 0        | 0         | 1       | 0         |